# Rankin (Familienname)
Rankin ist ein englischer Familienname.

## Namensträger

### Künstlername
- Rankin (Fotograf) (John Rankin Waddell; * 1966), britischer Fotograf

### Familienname
- Alan Rankin, Tontechniker
- Alan Rankin Jones (1902–1945), US-amerikanischer Jazzmusiker
- Anna Rankin (* 1989), neuseeländische Badmintonspielerin
- Arthur Rankin Jr. (1924–2014), US-amerikanischer Fernsehproduzent
- Bruce Rankin (1952–2017), britischer Opernsänger (Tenor)
- Chris Rankin (* 1983), neuseeländischer Schauspieler
- Christopher Rankin (1788–1826), US-amerikanischer Politiker
- David Rankin (* 1946), britischer Maler
- Ellen Rankin Copp (1853–1901), US-amerikanische Bildhauerin
- Evan Rankin (* 1986), US-amerikanischer Eishockeyspieler
- Harry Rankin (* 1920), kanadischer Jurist, Bürgerrechtler und Journalist
- Ian Rankin (* 1960), schottischer Schriftsteller
- J. Lee Rankin (James Lee Rankin; 1907–1996), US-amerikanischer Jurist
- James Rankin (Fußballspieler, I), irischer Fußballtorwart
- James Rankin (Badminton) (1909–??), irischer Badmintonspieler
- James Rankin (Pilot) (1913–1975), britischer Pilot
- James Rankin (Fußballspieler, 1927) (1927–1985), englischer Fußballspieler
- Jamilla Rankin (* 2003), australische Fußballspielerin
- Janice Rankin (* 1972), schottische Curlerin
- Jean Lowry Rankin (1795–1878), US-amerikanische Abolitionistin und Fluchthelferin
- Jeannette Rankin (1880–1973), US-amerikanische Politikerin
- Jeremiah Eames Rankin (1828–1904), US-amerikanischer Kirchenlieddichter
- Jessica Rankin (* 1971), australische Künstlerin
- John Rankin (Abolitionist) (1793–1886), amerikanischer Presbyterianer und Abolitionist
- John Rankin (Diplomat) (John James Rankin; * 1957), britischer Diplomat und Politiker
- John Rankin (Fußballspieler) (* 1983), schottischer Fußballspieler
- John E. Rankin (1882–1960), US-amerikanischer Politiker
- Josecarlos Van Rankin (* 1993), mexikanischer Fußballspieler
- Joseph Rankin (1833–1886), US-amerikanischer Politiker
- Karl Rankin (1898–1991), US-amerikanischer Diplomat
- Kenny Rankin (1940–2009), US-amerikanischer Sänger und Songschreiber
- Kevin Rankin (Basketballspieler) (* 1971), US-amerikanischer Basketballspieler türkischer Abstammung
- Kevin Rankin (Schauspieler) (* 1976), US-amerikanischer Schauspieler
- Kyle Rankin (* 1972), US-amerikanischer Filmregisseur, Drehbuchautor und Schauspieler
- Margaret Munn-Rankin (1913–1981), britische Vorderasiatische Archäologin und Altorientalistin
- Matthew Rankin (* 1980), kanadischer Filmregisseur, Drehbuchautor und Filmeditor
- Molly Rankin (Schauspielerin) (1905–1981), britische Schauspielerin
- Molly Rankin (Sängerin) (* 1987), kanadische Sängerin
- Molly K. Rankin, US-amerikanische Schriftstellerin
- Nell Rankin (1926–2005), US-amerikanische Opernsängerin (Mezzosopran)
- Robert Rankin (Manager) (* 1963), Bankmanager
- Robert Alexander Rankin (1915–2001), schottischer Mathematiker
- Robert Fleming Rankin (* 1949), britischer Schriftsteller
- Robert William Rankin (1907–1942), australischer Marineoffizier
- William Rankin (Soldat) (1836–1916), US-amerikanischer Soldat
- William Rankin (Boxer) (1898–1967), britisch-kanadischer Boxer
- William Rankin (Drehbuchautor) (1900–1966), US-amerikanischer Drehbuchautor
- William Rankin (1920–2009), US-amerikanischer Pilot